# 人 (映画)
『人』（ひと）は、2022年8月26日に公開された日本映画。監督は本作が商業映画初監督作となる山口龍大朗、主演は吉村界人。不慮の事故によって幽霊となってしまった青年と彼の姿が見える母親、そして既に故人となった父親3人の3日間を描く。

## キャスト
- 健一：吉村界人
- 彩子：田中美里[1]
- 石川：冨手麻妙[1]
- 高橋：木ノ本嶺浩[1]
- 田中：五歩一豊[1]
- 拓郎：津田寛治[1]

## スタッフ
- 監督：山口龍大朗
- 脚本：敦賀零
- 撮影：神戸千木
- 照明：平林健太郎
- 録音・整音：大関奈緒
- 助監督：高橋こたつ
- スタイリスト：小笠原吉恵
- ヘアメイク：七絵
- 制作進行：徳永理仁
- キャスティング：鈴木康愛
- カラリスト：TOSHIKI
- 音楽：菅原一樹、鎌野愛
- 編集：曽根俊一
- VFX：五十嵐章、桑原雅志
- タイトル：カトオヨオイチ
- スチール：Ryoma Kawakami
- 配給：SAIGATE
- 制作プロダクション：エクション